# Plagiobasis
Plagiobasis là một chi thực vật có hoa trong họ Cúc (Asteraceae).

## Loài
Chi Plagiobasis gồm các loài: